# 狄以達
狄以達（英語：Det Dik，1988年12月21日—），2017年7月前使用藝名狄易達，原名廖成達，生於香港，於屯門美樂花園長大，曾分別就讀道教青松小學（下午校）、香海正覺蓮社佛教梁植偉中學（2005年中五畢業）及鐘聲慈善社胡陳金枝中學（2008年預科畢業）。11歲開始學習break dance，能歌擅舞的他在學期間曾參加多次大小型的舞蹈比賽及歌唱比賽，並屢次獲取獎項。在一次由EO2擔任評判的舞蹈比賽中，狄易達獲陳百祥賞識，簽為Snazz潮藝娛樂旗下藝人，2008年6月正式出道，有樂壇B-boy之稱。因備受香港三大媒體愛護及重用，狄易達亦常獲稱為香港電台“親生仔”、新城電台及無綫“契仔”。2014年5月與Snazz潮藝娛樂結束合約，現為澳滌娛樂旗下藝人及兼任香港無綫電視基本藝人合約藝員。
狄易達於2009年成立名為狄易達軍團的舞蹈訓練計劃，公開招募成員，現時兼任跳舞學校（Dance Kingdom）校長。

## 簡介

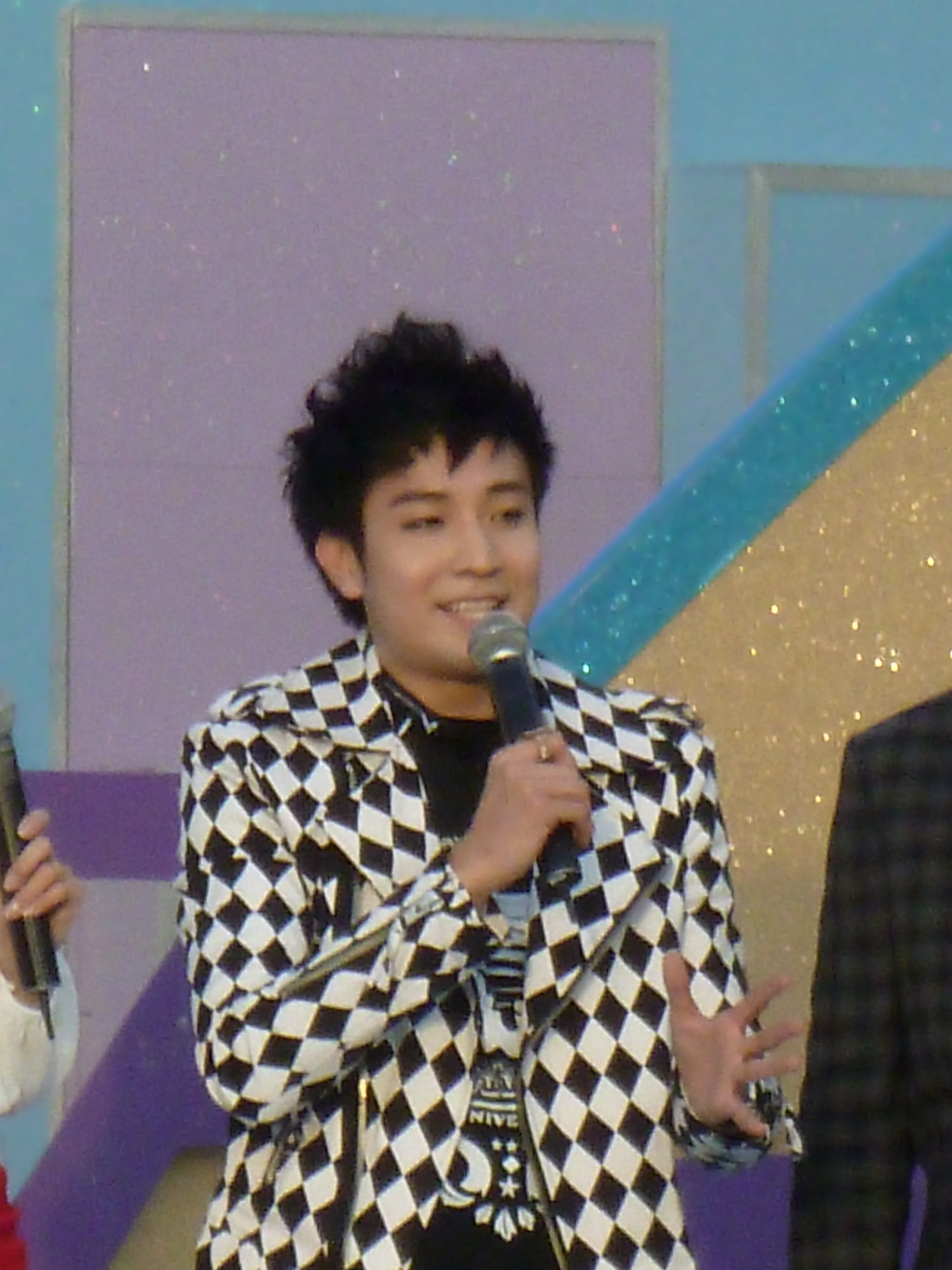
狄以達出席公開活動

- 2008年7月，首支派台歌《Just Go》推出，由擅長創作跳舞快歌的著名監製Edward Chan、Charles Lee及填詞人夏至度身訂造。
- 2009年5月，派上年度第一主打快歌《霹靂干戈》，由Edward Chan、Charles Lee作曲，小克填詞，狄易達親自排舞，在各流行榜上均成績不俗。第二主打《一天一粒糖》由林夕填詞，為紐約中文電台2009年度熱爆歌曲流行榜年度統計的“年度熱爆冠軍作”[5]。
- 2011年，《明日之謎》派台，於中文歌曲龍虎榜、新城勁爆流行榜及勁歌金榜均奪冠，並於903專業推介取得亞軍，成為其首支冠軍歌兼三台冠軍歌。

## 感情生活

### 戀情
前女友有「模界薛凱琪」之稱的劉沛蘅（Hillary），相戀約4至5年，於2014年9月正式承認分手。之後與比他年長五歲的台灣藝人吳亞馨，交往一年多後於2016年分手；也曾與2018年香港小姐冠軍得主陳曉華拍拖，惟雙方於2018年4月分手。
2020年12月，狄以達被記者發現仍有私下與陳曉華會面，故二人被傳復合，然二人其後均否認傳聞。

## 音樂作品

### EP
| EP # | EP名稱          | 發行公司      | 發行日期       | 曲目 |
| ---- | --------------- | ------------- | -------------- | --- |
| 1st  | Just Go         | Snazz潮藝娛樂 | 2008年11月20日 | 曲目 1. Just Go 2. Miss H.K（Feat. Gold Mountain） 3. 逃避現實 4. 一種快樂一種苦（JJ賈曉晨合唱） 5. Just Go（霹靂舞士 Mix） 6. 義出必行（葉文輝、裕美、范萱蔚、高皓正、劉家麗、何卓瑩合唱）                                         |
| 2nd  | The Second Step | Snazz潮藝娛樂 | 2010年8月9日   | 曲目 1. 霹靂干戈 2. 一天一粒糖 3. 可多不可少 4. 霹靂干戈（Wants To Move mix） |
| 3rd  | Infinity        | Snazz潮藝娛樂 | 2011年12月24日 | 曲目 1. 明日之謎 2. 無城 3. 舞士遊記（香港電台《DJ生還者．Teen行者》主題曲） 4. 半死 5. 假使能重頭遇見 6. 乘着光影戀愛 7. 辣著生命（信義會「Life Fama Tour」計劃主題曲）（與葉文輝、高皓正合唱） 8. 一種快樂 一種苦（JJ賈曉晨合唱） |
| 4th  | 擁抱            | 澳滌娛樂      | 2015年12月11日 | 曲目 1. 一凍一熱 2. 氹 3. 好情人 4. 第一次擁抱 Bouns Tracks 1. 一凍一熱（N3ON Remix） |

### 其他作品
- 門匙（第20屆CASH流行曲創作大賽參賽歌曲）
- 上班一族之你咪妒忌我（兒童音樂劇《愛心麵包》插曲）
- 轟烈勇士（特攝片《轟轟戰隊》主題曲）
- 追追追（第23屆CASH流行曲創作大賽參賽歌曲）
- 愛我不愛我
- 舞吧輕狂（十二音樂門·逃歌曲）
- 弗雷德之夢

- 全宇宙過聖誕（Snazz群星合唱）
- 聖誕新年Family（Snazz群星合唱）
- 衝出世界（2009東亞運動會主題曲）（群星合唱）
- 豪華盛世（2009無線賀年歌）（群星合唱）
- 佛誕吉祥（2009【港佛誕假期十週年紀念】主題曲）（群星合唱）
- 滔滔千里心（"8‧8水災關愛行動"主題曲）（群星合唱）

## 派台歌曲成績
| 派台歌曲成績     | 派台歌曲成績                 | 派台歌曲成績 | 派台歌曲成績 | 派台歌曲成績 | 派台歌曲成績 | 派台歌曲成績                                                                        |
| ---------------- | ---------------------------- | ------------ | ------------ | ------------ | ------------ | ----------------------------------------------------------------------------------- |
| 唱片             | 歌曲                         | 903          | RTHK         | 997          | TVB          | 備註                                                                                |
| 2008年           |                              |              |              |              |              |                                                                                     |
| Just Go          | Just Go                      | 2            | 11           | 8            | -            | 出道作                                                                              |
| Just Go          | Miss H.K.                    | 13           | 16           | 7            | -            |                                                                                     |
|                  | 全宇宙過聖誕                 | -            | -            | -            | -            | Snazz群星合唱                                                                       |
| 2009年           |                              |              |              |              |              |                                                                                     |
| Just Go/Infinity | 一種快樂一種苦               | -            | 9            | -            | -            | 與賈曉晨合唱                                                                        |
| The Second Step  | 霹靂干戈                     | 5            | 3            | 5            | 2            |                                                                                     |
| The Second Step  | 一天一粒糖                   | 4            | 3            | 6            | 3            |                                                                                     |
| The Second Step  | 霹靂干戈 (Wants To Move Mix) | -            | -            | 18           | -            |                                                                                     |
| 2010年           |                              |              |              |              |              |                                                                                     |
| The Second Step  | 可多不可少                   | -            | 3            | 4            | -            |                                                                                     |
| Infinity         | 辣著生命                     | -            | -            | 5            | 3            | 與葉文輝、高皓正合唱 「生命農夫」計劃主題曲 流行南方粵語兒歌大匯：1（三人合唱版本） |
| 2011年           |                              |              |              |              |              |                                                                                     |
| Infinity         | 明日之謎                     | 2            | 1            | 1            | 1            | 三台冠軍歌                                                                          |
| Infinity         | 半死                         | -            | 3            | 4            | 2            |                                                                                     |
| Infinity         | 舞士遊記                     | -            | -            | -            | -            |                                                                                     |
| Infinity         | 無城                         | -            | -            | -            | -            |                                                                                     |
| 2012年           |                              |              |              |              |              |                                                                                     |
| Infinity         | 乘著光影戀愛                 | -            | 1            | 4            | -            |                                                                                     |
| Infinity         | 假使能重頭遇見               | -            | -            | 5            | -            |                                                                                     |
|                  | 四年一會                     | -            | -            | -            | -            | Snazz群星合唱                                                                       |
| 複製人           | 傻瓜機                       | -            | 6            | 4            | 1            | 與蔚雨芯合唱 另派Magnum Version版本                                                 |
| 2013年           |                              |              |              |              |              |                                                                                     |
|                  | Revolution                   | 11           | 10           | 2            | 3            |                                                                                     |
| 2014年           |                              |              |              |              |              |                                                                                     |
| 擁抱             | 好情人                       | -            | 3            | 3            | 2            |                                                                                     |
| 2015年           |                              |              |              |              |              |                                                                                     |
| 擁抱             | 一凍一熱                     | 2            | 2            | 1            | 1            | 另派N3ON Remix版本                                                                  |
| 擁抱             | 氹                           | 5            | 7            | 4            | -            |                                                                                     |
|                  | 舞吧輕狂                     | -            | 10           | -            | -            | 香港電台《12音樂門‧逃》歌曲                                                         |
| 擁抱             | 第一次擁抱                   | -            | -            | 3            | 1            | DBC華語歌曲流行指數：1                                                              |
| 2016年           |                              |              |              |              |              |                                                                                     |
|                  | 弗雷德之夢                   | -            | 3            | 3            | 3            | DBC華語歌曲流行指數：6                                                              |

| 各台冠軍歌總數 | 各台冠軍歌總數 | 各台冠軍歌總數 | 各台冠軍歌總數 | 各台冠軍歌總數    |
| -------------- | -------------- | -------------- | -------------- | ----------------- |
| 903            | RTHK           | 997            | TVB            | 備註              |
| 0              | 2              | 2              | 4              | 四台冠軍歌總數：0 |

* 代表上榜中

## 獎項

### 出道前
- 2004: 屯門區聯校歌唱比賽 - 亞軍、最受歡迎歌手獎
- 2005: 屯門區聯校歌唱比賽 - 最受歡迎歌手獎
- 2006: 屯門區聯校歌唱比賽 - 冠軍
- 2007: 鐘聲慈善社胡陳金枝中學「鐘Sing普通話歌唱比賽」- 獨唱冠軍

### 2008年度
- YES!! IDOL 2008全港偶像總選 - 2008男新人王
- 新城勁爆頒獎禮2008 - 新城勁爆新登場男歌手
- 2008年度叱咤樂壇流行榜頒獎典禮 - 叱吒樂壇生力軍男歌手 銀獎
- 2008年度十大勁歌金曲頒獎典禮 - 最受歡迎新人獎（男）銅獎
- PM第七屆樂壇頒獎禮 - PM 2008年度飛躍人氣男新人

### 2009年度
- YES!最冧情人選舉2009 - 最冧男情人第1名（香港）
- 華語音樂盛典2009 - 樂迷最愛男新人
- YES!! IDOL 2009全港偶像總選 - 2009 Yes!! Idol
- YES!! IDOL 2009全港偶像總選 - 2009唱K點爆男Idol
- 新城國語力頒獎禮2009 - 新城國語力最佳合唱歌曲《一種快樂一種苦》（與賈曉晨合唱）
- 2009十大兒歌金曲頒獎典禮 - 十大兒歌金曲《轟烈勇士》
- 第6屆「勁歌王」全球華人樂壇音樂盛典 - 最有前途新人獎
- 新城勁爆頒獎禮2009 - 新城勁爆跳唱歌手
- 新城勁爆兒歌頒獎禮2009 - 新城勁爆兒歌《轟烈勇士》
- PM第八屆樂壇頒獎禮 - PM 2009年度飛躍人氣男歌手
- PM第八屆樂壇頒獎禮 - PM 2009年度飛躍舞台演繹獎

### 2010年度
- 華語金曲獎2010 - 優秀跳唱歌手
- 新城勁爆頒獎禮2010 - 新城勁爆跳唱歌手
- 新城勁爆頒獎禮2010 - 新城勁爆合唱歌曲《辣著生命》（與高皓正、葉文輝合唱）
- 新城勁爆兒歌頒獎禮2010 - 新城勁爆兒歌《辣著生命》（與高皓正、葉文輝合唱）
- 新城勁爆兒歌頒獎禮2010 - 新城勁爆兒歌《可多不可少》

### 2011年度
- 2011勁歌金曲優秀選第二回 - 得獎歌曲《半死》
- uChannel我撐起樂壇頒獎禮 - 2011 Youth 最喜愛跳舞歌曲《舞士遊記》
- uChannel我撐起樂壇頒獎禮 - 2011 Youth 最喜愛跳舞歌手
- 新城勁爆頒獎禮2011- 新城勁爆跳唱歌手
- 2011年度十大勁歌金曲頒獎典禮 - 最受歡迎合唱歌曲獎 銅獎《辣著生命》（與葉文輝合唱）

### 2012年度
- 新城勁爆頒獎禮2012 - 新城勁爆合唱歌曲《傻瓜機》（與Rainky蔚雨芯合唱）
- 新城勁爆頒獎禮2012 - 新城勁爆跳唱歌手

### 2013年度
- 2013勁歌金曲優秀選第一回 - 得獎歌曲《傻瓜機》（與Rainky蔚雨芯合唱）
- 新城勁爆頒獎禮2013 - 新城勁爆人氣歌手

### 2014年度
- 第一屆粵語歌曲排行榜頒獎典禮 - 最受歡迎合唱歌曲《傻瓜機》（與Rainky蔚雨芯合唱）
- 新城勁爆頒獎禮2014 - 新城勁爆跳唱歌手 金獎
- 2014年度勁歌金曲頒獎典禮 - 傑出表現獎 銅獎

### 2015年度
- 2015年度勁歌金曲頒獎典禮 - 最佳跳舞歌曲獎 金獎《一凍一熱》
- 新城勁爆頒獎禮2015 - 新城勁爆跳舞歌曲《一凍一熱》
- 新城勁爆頒獎禮2015 - 新城勁爆跳唱歌手 金獎

### 2016年度
- 2016勁歌金曲優秀選第一回 - 得獎歌曲《第一次擁抱》
- 第11屆「勁歌王」全球華人樂壇音樂盛典 - 最佳唱跳歌手
- 2016年度勁歌金曲頒獎典禮 - 最佳唱跳藝人

## 演出作品

### 電台節目
2009年
- UonLIVE 潮頻道 - 《Fans onLIVE》（嘉賓主持：狄易達）
- UonLIVE 潮頻道 - 《晨經達人》（主持：狄易達、賈曉晨）

### 廣播劇
2009年
- 《緣來未圓》（中大校園電台 - 明星廣播劇系列）

2010年
- 《前路GoGoGoal》（新城電台）

2011年
- 《預言書》（新城電台）

### 電視節目

#### 主持/嘉賓
2008年
- 《VTC理想前程有say有way》（播放日期：9月一連5集升學短劇）

2009年
- 《職安健知多Ｄ》（播放日期：2009年10月一連5集職業安全短劇）

2010年
- 香港電台 - 《愛回家 - 一年暫停》（無綫電視翡翠台，播放日期：2010年3月27日）
- 香港電台 - 《樂活自由人 - 愛拼才會贏》（亞洲電視本港台，播放日期：2010年8月26日）

2010年至今
- TVB J2 - 《安樂蝸》（主持：狄易達、林穎彤）（首播日期：2010年12月5日）

2011年
- 香港電台 - 《DJ生還者．Teen行者》 共7集（亞洲電視本港台，首播日期：2011年6月12日）

2012年
- TVB 兒童節目《激優一族》之"激舞達人" （播放日期：2011年12月起, 共10集）
- ROADSHOW 路訊通《青春達人》主持（第二輯）（播放日期：2012年5月12日起）
- TVB J2 - 《去吧！墨西哥！》主持（播放日期：2012年11月24日起 共13集）
- TVB《叻哥遊世界》嘉賓（播放日期：2013年3月7-8日 第16、17集）

2015年
- TVB《Think Big 大明星》星級評委（播放日期：2015年1月24日 第2集）
- TVB《學是學非（第二輯）》嘉賓主持（播放日期：2015年1月31日 第12集）
- 毛記電視《歡樂滿些牙》嘉賓（播放日期：2015年11月27日）

2016年
- 香港電台 - 《手語隨想曲4》 共10集（亞洲電視本港台、無綫電視翡翠台、港台電視31，首播日期：2016年2月14日）

2017年
- 千奇百趣特工隊

#### 綜藝節目
- 《VTC理想前程有say有way》（9月）
- 《筋肉擂台》（10月）
- 《第20屆CASH 流行曲創作大賽》（10月）
- 《無線音樂台 Live House》（10月）
- 《翡翠歌星賀台慶》（10月）
- 《娛樂直播》（11月）
- 《鐵甲無敵獎門人 - 獎門人200集超級派對》（11月）
- 《大龍鳳茶樓》（12月）
- 《名人飯局》（12月）
- 《勁歌金曲》（12月）

- TVB8《福星高歌迎金牛》（1月）
- 《慈善星輝仁濟夜》（1月）
- TVB賀年歌《豪華盛世》MV（1月）
- 《放學ICU》（1月）
- 《生日大晒》（澳門TDM電視台）（1月）
- 2009牛年賀年版《勁歌金曲》（1月）
- 《2009國泰航空新春國際匯演之夜》（初一新春花車巡遊之舞蹈表演）（1月）
- 《都市閒情之開心開運慶開年》（1月）
- 《360音樂無邊》（2月）
- 《Boom部落格 - 唱玩農場》（第104集）（2月）
- 《美女廚房》（4月）
- 《TVB 512 再展關懷》（5月）
- 《大咕窿》（嘉賓主持）（5月）
- 《2009年青少年暑期活動開幕》（6月）
- 《各界慶祝香港特別行政區成立十二周年大巡遊》（7月）
- 《傷健共融建明天》（7月）
- 《勁歌金曲》（（嘉賓主持）（7月）
- 《青少年軍事夏令營綜藝晚會》（7月）
- 《J2動漫音樂祭》（8月）
- 《apm放榜前的一個晚上》（8月）
- 《8‧8水災關愛行動》（8月）
- 《動畫金曲音樂會》（8月）
- 《無間音樂》（9月）
- 《"深"繫家國60年》（深水步迎國慶60周年綜藝晚會）（9月）
- 《沙田月滿樂安居》（9月）
- 《職安健知多Ｄ》（2009年10月一連5集職業安全短劇）（10月）
- 《翡翠歌星賀台慶》（歌唱及舞蹈表演）（10月）
- 《「新地飛躍聖誕夢工場」亮燈典禮》（12月）
- 《放學ICU》（X'mas 嘉賓）（12月）
- 《激優一族》（Boxing Day 嘉賓）（12月）

- 《智激校園》（嘉賓）（1月）
- 《逐格鬥》（嘉賓）（1月）
- 《保良局開心跨越131》（1月）
- 《東華「競」「歌」Super Show》（1月）
- 《SING擂台2》（澳門TDM電視台）（1月）
- 《2010國泰航空新春國際匯演之夜》（初一花車巡遊舞蹈表演）（2月）
- 《Citywalk X TVB「鯉躍龍門迎新春」》（2月）
- 《飲食天王頒獎典禮2010》（4月）
- 《世博華人大綜藝》（東方衛視）（5月）
- 《范後感》（6月）
- 《千奇百趣Summer Fun》（6月）
- 《世界盃動起來》（6月）
- 《頂Cup世界盃嘉年華》（7月）
- 《星光熠熠耀保良》（9月）
- 《超級遊戲獎門人》（10月）
- 《Big Boys Club》（11月）
- 《千奇百趣Winter Fun》（12月）

- 《勁歌金曲》（1月）
- 《東華愛心慶歡騰》（2月）
- 《勁歌金曲》（2月）
- 《今日VIP》（2月）
- 《都市閒情》（2月）
- 《360度音樂無邊》（2月）
- 《無間音樂》（2月）
- 《萬眾同心公益金》（5月）

- 全城躍動 第六屆全港運動會開幕典禮

- 一帶一路一狀元

### 電視劇

#### 無綫電視
| 首播   | 劇名                 | 角色            | 性质      |
| 2011年 | 《潛行狙擊》         | 鞏樂勤（Aidan） | 男配角    |
| 2013年 | 《女警愛作戰》       | 狄狄            | 第9集     |
| 2013年 | 《On Call 36小時II》 | 余恩澤          | 第15-18集 |
| 2013年 | 《貓屎媽媽》         | 吳健石          | 男配角    |
| 2014年 | 《廉政行動2014》     | Tim             | 單元角色  |
| 2014年 | 《我們的天空》       | 方家亮          | 單元角色  |
| 2014年 | 《八卦神探》         | 狄志力（Derek） | 單元角色  |

#### 香港電台
| 首播   | 劇名                                    | 角色   | 性质     |
| 2011年 | 《廉政行動2011》 （第三集《心魔》）     | 林家宇 | 單元角色 |
| 2012年 | 《賭海迷徒》 （第一集《懸崖上的尖子》） | Gordon | 單元角色 |
| 2012年 | 《私隱何價》 （第一集《天網》）         | Andy   | 單元角色 |
| 2013年 | 《證義搜查線2》                         |        |          |
| 2014年 | 《IT行者》 （第五集《英雄傳說》）       | King   | 單元角色 |
| 2014年 | 《同里有親》                            | 阿樂   |          |

### 電影
2010年
- 《72家租客》（客串）

2011年
- 《猛男滾死隊》飾 林查理、拉丁舞導師
- 《人約離婚后》飾 Joe（客串）
- 《喜愛夜蒲》（客串）

2016年
- 《綁架丁丁當》飾 Jimmy

### 舞台劇
2009年
- 兒童音樂劇：《愛心麵包》 共2場（飾Hermes）（大學會堂）

2010年
- Love Musically劇場版：楊詩敏 × 狄易達《Jam歌有情人》 共10場（PIP劇場）

2011年
- Love Musically劇場版：楊詩敏 × 狄易達《Jam歌有情人》重演 共5場（PIP劇場）

2013年
- 楊詩敏自編自導自演，狄易達及蔚雨芯特別演出: 《Upcycle Me!》共6場（香港藝術中心壽臣劇院）

### 演唱會
2013年
- 《狄易達REVOLUTION演唱會2013》 共2場（新光戲院大劇院）

2015年
- 《擁抱狄易達2015演唱會》共1場 （滙星Star Hall）

## 出席活動

### 音樂演出
- 佛教梁植偉中學歌唱比賽表演嘉賓（2004－2007年）
- 香港電台 RTHK4 Children's Corner（2005年）
- Don't laugh at me project（2005－2006年）
- apm現場（2005年）
- 維多利亞公園 milk show（2005年）
- 佛教梁植偉中學銀樂隊（2000－2001年）
- 佛教梁植偉中學個人獨唱（2000－2001年）

- EO2 Ladies' Nite Live 2008 演唱會嘉賓（九龍灣國際展貿中心）
- 新城慈善K唱遊2009（杏花新城、青衣城）
- 狄易達「Just Go」新碟發佈會（鑽石山荷里活廣場）
- RTHK 禁毒滅罪耀北區2008（粉嶺遊樂場）
- 佛教梁植偉中學歌唱比賽表演嘉賓

- 慶祝中華人民共和國成立六十週年暨澳門回歸十週年晚會（澳門威尼斯人酒店）
- 903id club 拉闊音樂擂台（第一場） - 陳偉霆 VS 狄易達（九龍灣國際展貿中心 Rotunda 3）
- Summer POP Live in HK 2009（亞洲國際博覽館）
- 太陽計劃2009閉幕音樂會（文化中心露天廣場）
- 瘋show快活人無毒kill K大會（柴灣青年廣場）
- 軒尼詩 V.S.O.P. 炫音之樂（中國上海花園坊）
- 第六屆勁歌王全球華人樂壇年度總選頒獎典禮（四川成都市體育中心）
- 林敏驄《好歌·好友》演唱會2009嘉賓（九龍灣國際展貿中心）
- 新城慈善K唱遊2009（杏花新城東翼一樓中央展場）
- RTHK 禁毒滅罪耀北區2009（粉嶺遊樂場）
- 香港2009東亞運動會開幕典禮（尖沙咀文化中心）
- 廣東道聖誕 Street Party（尖沙咀廣東道）
- 佛教梁植偉中學歌唱比賽表演嘉賓

- 第二十四屆荃灣藝術節 - 經典金曲（荃灣大會堂演奏廳）
- 香港動漫電玩節2010 Hong Kong Dance Power Competition（音樂及舞蹈演出）（音會議展覽中心）
- 葉文輝‧狄易達 新歌發佈會 The Starry Night（銅鑼灣世貿中心）
- 《唱好生命．跳出未來》青年大匯演（柴灣青年廣場）
- 第七屆勁歌王金曲金榜頒獎禮（佛山世紀蓮體育場）
- 中華廠商會 - 『爆seed』『升呢』大行動大匯演（浸會大學大學會堂）
- 華語金曲獎2010盛典（廣州白雲國際會議中心世紀大會堂）
- 星光熠熠耀保良（紅磡香港體育館）
- 新城慈善K唱遊2010（九龍灣德福廣場）
- 亞運有我---「一起來，更精彩」群星演唱會暨志願者之夜（廣州體育館）
- RTHK 禁毒滅罪耀北區2010（粉嶺遊樂場）

- 佛教梁植偉中學歌唱比賽表演嘉賓

### 舞蹈演出
2005年
- APM現場（2005年-2006年）
- 澳門bex cafe hip hop arena 表演嘉賓
- Ecko Road Show

2006年
- APM - Pop Art 藝術節（9月）表演嘉賓
- Exhibition Style HK in Budapest（匈牙利首都布達佩斯）表演嘉賓
- 尖沙咀club HOT 表演
- TVB萬眾同心公益金表演嘉賓
- 香港貿易發展局每年一度盛大Fashion Show"IT" Play Time（香港站）表演嘉賓

2007年
- 2007 Samsung《The Ultra Music Dance Party》表演嘉賓
- 香港貿易發展局 HK Young Fashion Designers'Contest 表演嘉賓
- 2007 鐘聲慈善社胡陳金枝中學 聖誕聯歡會舞蹈表演

### 評判身分
- 天比高創作伙伴 - 斐劇場 小團員大團選 Day4（舞蹈評判）（天水圍）
- 「超級巨聲 - 招募100名參賽選手」選拔賽（歌唱評判）（大角咀奧海城）
- 「荃城躍動迎東亞」舞蹈大賽（舞蹈評判）（荃灣楊屋道體育館）
- 「荃城躍動迎東亞」舞蹈大賽（舞蹈評判）（荃灣大會堂）

- 澳門TDM電視台《SING擂台2》（歌唱評判）
- 信義會「站起來 街舞起義」新手賽（舞蹈評判）
- 澳門TDM電視台《闖關》（舞蹈評判）

- ViuTV《全民造星V》（第三輪比賽評判）

### 大使身分
- 太陽少男（香港電台 - 太陽計劃2008）
- 關懷義工大使（義務工作發展局 - 愛心傳城家家連心義工大行動）
- 活力之星（國際兒童慈善基金）

- 活動推廣大使（香港電台普通話台x沙田區議會 - 普通話隊際講故事比賽）
- 屯門健康大使（屯門健康城市 - 健康青年在屯門綜藝大匯演）
- 打氣之星（香港唐氏綜合症協會 - 世界唐氏宗合症日）
- 鐘聲慈善大使（鐘聲慈善社助學教育基金 - 鐘聲慈善社助學教育基金綜合晚會）
- 「舞界限」之星（基督教香港信義會 - 舞界限‧青少年HipHop舞蹈推廣計劃）
- 青春起義大使（循理會屯門青少年綜合服務中心 - 青春起義09）
- 東華愛心大使（東華三院 - 愛心滿東華）
- 信念達人（基督教香港信義會）
- 永安旅遊大使（永安旅遊）

- 信念達人（基督教香港信義會）
- 職安健小學推廣大使（新城電台）
- 傳心大使（香港人壽 - 樂Teen會「香港人壽‧有心人」計劃）
- 生命農夫 - 尋夢（基督教香港信義會 - 「生命農夫 Life Fama Tour」計劃）
- 旅遊活力大使（永安旅遊）

- 愛心大使（中華錫安傳道會社會服務部 - 「愛心天使」大行動）
- 親子調解大使（基督教香港信義會 - 生命農夫II「衝出愛 Life Fama Tour」計劃）
- 活動大使（東華‧ING 潮玩堆沙派對）
- 抗毒大使（香港基督教服務處 - 愛「深」型聚啟動禮）
- 旅遊活力大使（永安旅遊）

- 旅遊活力大使（永安旅遊）
- 「十大旅遊之星」（《新假期》第11屆「最佳旅行社選舉」頒獎典禮）
- 活動大使（東華‧ING 潮玩堆沙派對）
- 開心家庭「載」歡樂大使（開心家庭「載」歡樂之全港童軍家長日開展禮）
- 舞動大使（基督教香港信義會 - 「生命農夫III「生涯·人人規劃」）

- 舞動葵青大使（葵青區青年活動頒獎禮暨2013葵青青年節啟動禮）
- 舞動大使（九龍城區青年節「九龍城區街舞大賽」）
- 嘻哈達人（仁濟醫院「嘻哈柔力達人秀」千人匯演）
- 消閒一站通App大使（香港數碼港管理有限公司 - 香港移動體驗中心啟動禮）
- 警務處新界北總區滅罪大使（反青少年罪行啟動禮）
- 領航大使（基督教香港信義會 - 「生命農夫2013「快樂到家」）
- 樂善之星（第八屆「澳門樂善盃」行出慈善長跑賽）
- 獵夢大使（香港中華基督教青年會 - 「獵夢者」解謎．定向．服務日）
- 慈善步行大使（「樂善堂萬人行」慈善步行活動）

- 龍獅大使（香港龍獅節）
- 禁毒大使（九龍城區反青少年吸毒社區計劃 - 『Teen』友伴我行閉幕嘉許禮）
- 防罪大使（港島總區防止罪案辦公室 - 「警民同滅罪，齊齊上軌道」電車防罪巡遊）
- 世界盃大使（TVB - 2014 FIFA 巴西世界盃 - 開幕森巴嘉年華）
- 舞蹈大使（「愛‧活力」街舞大賽暨百人合舞喜年華）
- 舞動之星（「世界跳繩錦標賽2014」開幕禮）

( 至2014年8月, 共42項 )

## 外部連結
- 狄易達個人資料 （页面存档备份，存于）
- 狄以達的新浪微博
- 狄以達的Facebook專頁
- 廖成達的Facebook專頁
- 狄以達的Instagram帳戶
- 狄易達Youtube頻道 （页面存档备份，存于）
- 狄易達官方國際歌迷會的Facebook專頁
- 狄易達官方國際歌迷會論壇 （页面存档备份，存于）